# Els Ordiars
Els Ordiars és una costa del poble de La Coma al municipi de La Coma i la Pedra (Solsonès). Està situada al sud del Coll Virolet.